# 八張犁 (臺中市西屯區)
八張犁，是臺灣臺中市西屯區的一個傳統地域名稱，位於該區北部偏東。相較於今日行政區，其範圍大致包括廣福里不含最北端、西墩里東北端的北側。

## 地名
八張犁為舊地名，農民最主要耕種的工具「犁」，由於每張犁大約可耕作五甲的農地，犁就成為換算耕田面積的單位。
地主根據所犁的數量向佃農徵收穀租，最後演變成新墾地的地名，「八張犁」當時的水田大約有四十多甲地，因此而得名。

## 歷史
台灣清治末期至日治初期，八張犁地區為一街庄，稱為「八張犁庄」，隸屬於捒東下堡。該庄北與下橫山庄、馬崗厝庄為鄰，東與港尾仔庄為鄰，東南與上牛埔仔庄為鄰，南邊為西大墩街，西邊為水堀頭庄、林厝庄。
1901年（日治明治三十四年）11月，全台廢縣廳改設二十廳，該庄隸屬於臺中廳。1903年（明治三十六年）6月，該庄編入「西大墩區」，隸屬於臺中廳。1909年（明治四十二年）10月，合併二十廳為十二廳，西大墩區隸屬不變。1920年（大正九年），全台地方制度大改正，廢十二廳改設五州二廳，該庄改制為「八張犁」大字，隸屬於臺中州大屯郡西屯庄。
戰後西屯庄改制為西屯鄉，隸屬於臺中縣，大字亦改制為村。1947年2月，西屯鄉併入臺中市改稱西屯區，村亦改制為里。1950年10月，中、彰、投分治，西屯區仍隸屬臺中市。2010年12月，臺中縣市合併為直轄臺中市，西屯區隸屬不變。

## 聚落
本地區發展較早的聚落為八張犁，在日治期初期的官方地圖上已有記載。此外，本地區尚有四塊厝聚落。

## 交通
國道1號又稱「中山高速公路」，是台灣西部兩條縱向高速公路之一，大致以東北－西南走向轉北北東－南南西走向蜿蜒經過八張犁地區東南部。境內未設交流道，北側最近的是省道台1乙線交會處旁的大雅交流道，南側最近的是省道台12線交會處的臺中交流道。由此等可快速前往國道1號沿線各地。
省道台1乙線（中清路三段）是大雅至大肚區王田的幹道，大致以北偏西—南偏東走向經過本地區東北端。由該道路向北偏西可前往大雅市區並止於省道台10線路口，向南偏東可前往西屯東北端的國道1號大雅交流道、北屯西部、台中市區西部、烏日並止於國道1號王田交流道南側的省道台1線路口。
省道台74線原稱「中彰快速道路」，現稱「快官霧峰線」，是彰化縣快官繞行臺中市區外圍至霧峰的快速道路，大致以西南－東北走向經過本地區南部凸出部分的東南端，並與國道1號大致平行且位於其東南側。由該道路向西南可前往西屯市區、南屯、烏日等地，向東北轉東可前往北屯西北部、潭子南部、北屯中東部、太平、大里、霧峰等地。
市道127號（廣福路、黎明路三段）是大雅至霧峰的道路，大致以北向南由本地區北部邊界入境後，轉北北東－南南西走向再轉北北西－南南東走向經過國道1號及省道台74線高架橋下後，過港尾子溪橋（僑泰橋）後轉西南西再轉西南於本地區南部邊界出境。由該道路向北可前往大雅並止於省道台1乙線路口，向西南轉南南西可前往西屯市區、南屯、烏日、霧峰並止於省道台3線路口。

## 學校
- 泰安國小（西北半部）

## 歷任里長
- 廖福二[10]
- 吳棟財[11]

## 外部連結
- 西屯區公所